# Inga-Britt Wik
Inga-Britt Wik, född 18 december 1930 i Vasa, död 31 juli 2008 i samma stad, var en finlandssvensk författare och poet. 

## Biografi
Inga-Britt Wik var 1961–1988 som lektor i svenska språket vid Helsingfors universitet, där hon tog filosofie kandidatexamen 1956. Hon blev 1970 filosofie licentiat i litteraturvetenskap på en avhandling om Elmer Diktonius. Efter pensioneringen flyttade hon tillbaka till sin hemstad Vasa.
Hon var 1954–1962 gift med Jörn Donner och är mor till Johan Donner.

## Författarskap
Inga-Britt Wik debuterade 1952 med diktsamlingen Profil och gav ut sammanlagt 17 diktsamlingar och fyra prosaverk på Schildts förlag. Från ett existentiellt sökande nådde hon fram till en avskalad självinsikt i sina senare dikter. Av hennes prosaböcker väckte Ingen lycklig kärlek, skildringen av hennes möte och äktenskap med Jörn Donner, mest uppmärksamhet.
Wik skrev även litteraturvetenskapliga texter om flera finlandssvenska författare. Hon gjorde omfattande intervjuer med Solveig von Schoultz om hennes författarskap. Wik bidrog även med en artikel om Eva Wichman, Mirjam Tuominen och Solveig von Schoultz i Nordisk kvinnolitteraturhistoria.

## Pris och utmärkelser
- 2006 – Tollanderska priset